# 樟宜灣

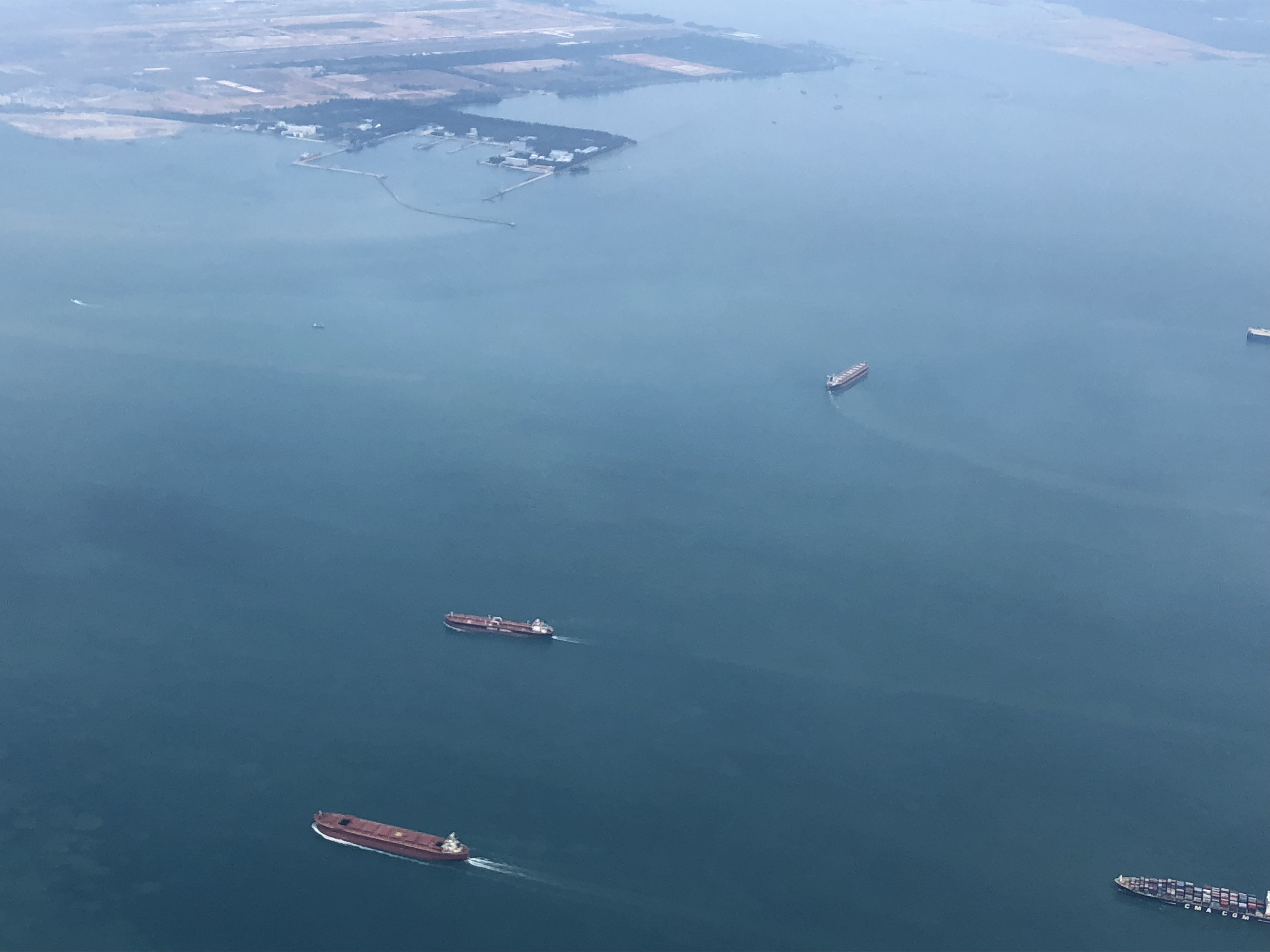
樟宜灣及新加坡海峽鳥瞰圖

樟宜灣為新加坡東區轄下的都市計畫區之一。面積為1.14平方公里，為填海造陸而形成的區域。樟宜海軍基地位於樟宜灣。